# 1722
1722 (MDCCXXII) var ett normalår som började en torsdag i den gregorianska kalendern och ett normalår som började en måndag i den julianska kalendern.

## Händelser

### April
- 5 april – Nederländaren Jakob Roggeveen "upptäcker" den ö han kallar för Påskön, eftersom det är påskdagen.[1]

### Okänt datum
- Stockholmskrogen Den gyldene freden öppnar.
- Tullfrihet införs för svenska fartyg och halv tullfrihet för mindre svenska fartyg.
- Friherren Josias Cederhielm friges från rysk fångenskap och blir ledare för det holsteinska partiet.
- Sveriges första temperaturserie börjar mätas i Uppsala.[2]

## Födda
- 23 juli – Anne-Catherine Helvétius, fransk salongsvärd.
- 31 oktober – Friedrike av Hessen-Kassel, tysk adelsdam.
- 28 december – Eliza Lucas, amerikansk agronom.

## Avlidna
- 23 januari – Henri de Boulainvilliers, fransk historiker.
- 16 april – Johann Jacob Bach, tysk flöjtist anställd i det svenska hovkapellet, bror till Johann Sebastian Bach.
- 4 maj – Claude Gillot, fransk målare.
- 16 juni – John Churchill Marlborough, brittisk militär och politiker (tory).
- 5 december – Marie Anne de La Trémoille, spansk politiker.
- 8 december – Elisabeth Charlotte, tysk prinsessa.
- 20 december – Kangxi, den andre Qing-kejsaren av Kina.

### Fotnoter
1. ↑  World Statesmen
2. ↑  Sverige 1900-talet – Varmare men från ett kallt utgångsläge, NE, Bra Böcker, 2000